# Trichophyton verrucosum
Trichophyton verrucosum ist ein die Hornsubstanz besiedelnder Hautpilz, der primär Tiere befällt (zoophiler Dermatophyt). Hauptwirt für den Erreger sind Rinder, bei ihnen löst er die Rindertrichophytie aus. Er ist aber auch auf andere Tiere und den Menschen übertragbar, gehört also zu den Zoonoseerregern. Wie alle Dermatophyten ernährt sich T. verrucosum von Keratin. Die Übertragung erfolgt durch direkten oder indirekten Kontakt. Die Teleomorphe, also das geschlechtliche Stadium von T. verrucosum, ist bislang unbekannt.

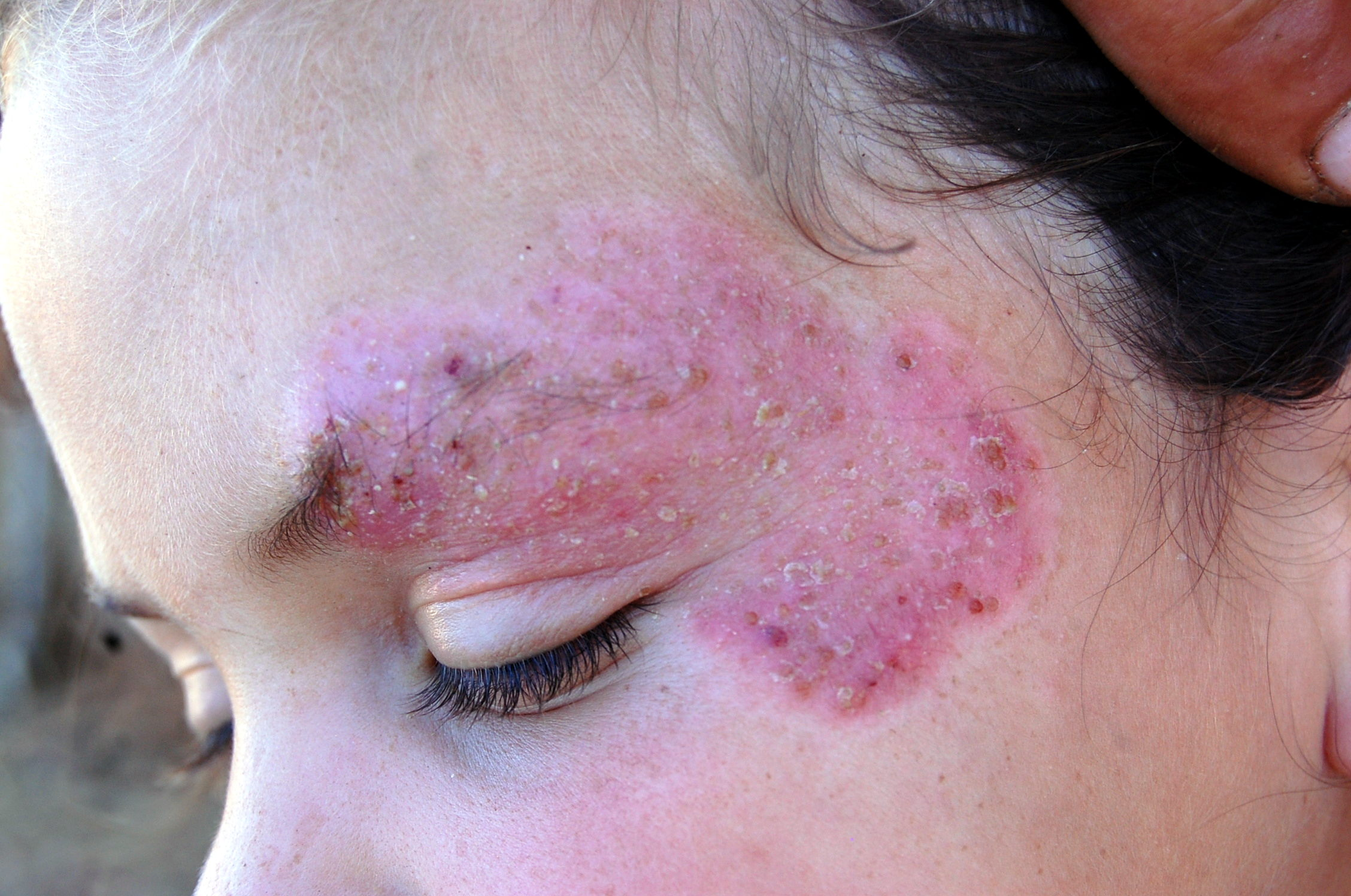
Trichophytie bei einem Jungen

Auf Nährböden bildet T. verrucosum sehr langsam wachsende, knorpelig-hirnartige, gräulich-gelbliche Kolonien mit cremefarbiger Rückseite. Mikrokonidien sind selten und lassen sich oft nur nach Zugabe von Thiamin und Inosit zum Agar nachweisen. Makrokonidien sind äußerst selten. Sie sind klein und bestehen aus 3–5 Kammern. Die Sporen sind endständig angeordnet, die Hyphen stark verzweigt.
T. verrucosum ist der einzige Dermatophyt, dessen Wachstumsoptimum bei Temperaturen über 35 °C liegt. Er verursacht daher meist tief in die Haut eindringende Dermatophytosen mit Beteiligung regionärer Lymphknoten. Die Haut zeigt nässende Pusteln mit starker Rötung. Häufiger betroffen sind Menschen mit engem Kontakt zu Rindern (Landwirte, Tierärzte, Agrotouristen).